# John Willys
John North Willys (ur. 25 października 1873 w Canandaigua, Ontario County, w stanie Nowy Jork, zm. 26 sierpnia 1935 w Bronx, Nowy Jork) – amerykański polityk i dyplomata, ambasador Stanów Zjednoczonych w Polsce w latach 1930–1932, pionier amerykańskiej automobilistyki.
Willys był prezesem sieci fabryk najpierw produkujących rowery, a następnie samochody – Willys-Overland. W 1897 ożenił się z Isabel Van Wie, z którą miał córkę Virginię.
Pochowany na Kensico Cemetery w Valhalla, hrabstwo Westchester.